# نمودار آنتالپی-آنتروپی

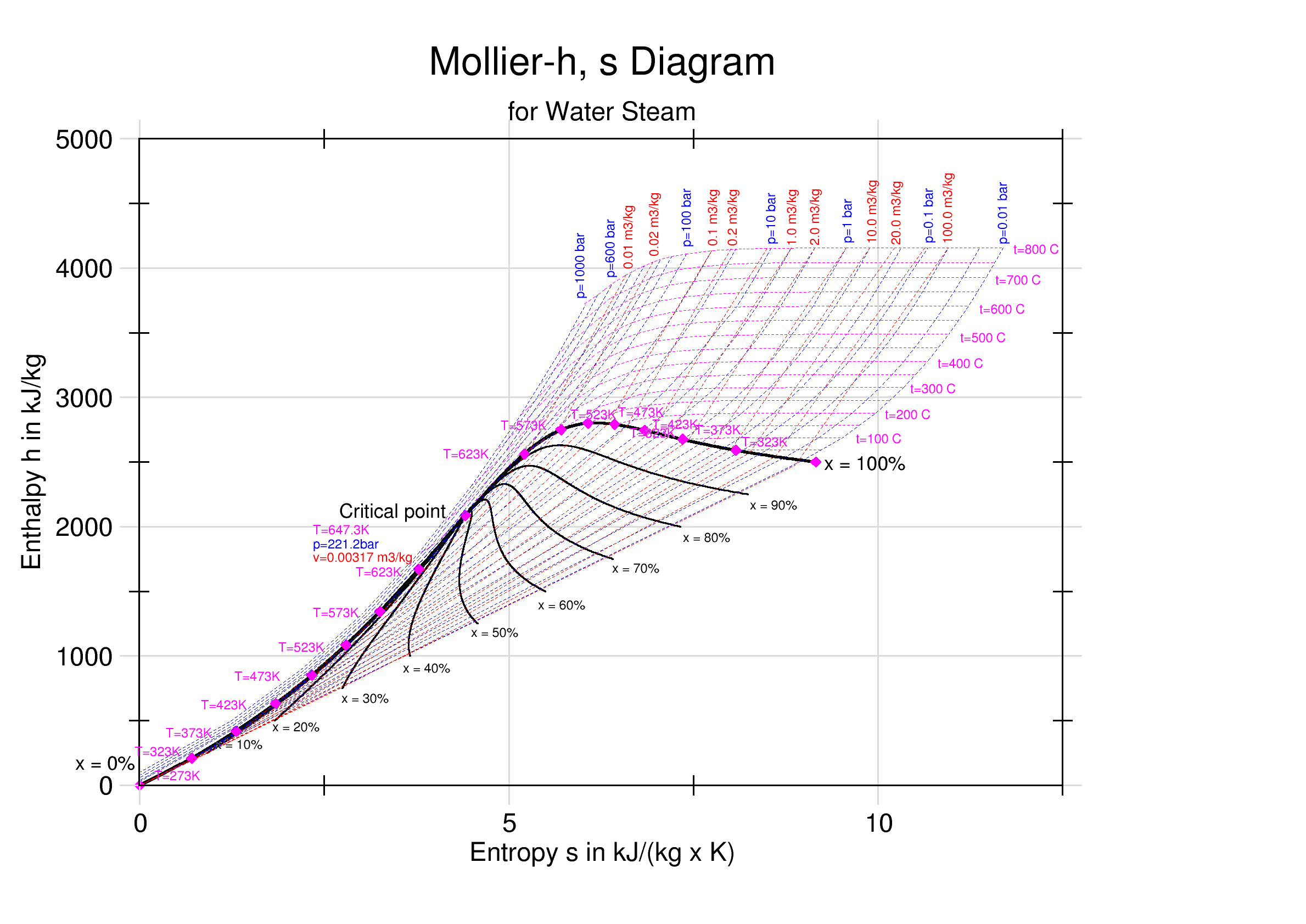
نمودار آنتالپی – آنتروپی مولیر برای آب و بخار. x،"کسر میزان خشک بودن" کسر جرمی از آب و گاز را در ناحیه مرطوب را نشان می‌دهد، بقیه قطرات مایع هستند.

نمودار آنتالپی-آنتروپی، همچنین به عنوان نمودار H - S یا نمودار مولیر شناخته می‌شود که گرمای کل را در برابر آنتروپی ترسیم می‌کند و آنتالپی یک سیستم ترمودینامیکی را توصیف می‌کند. یک نمودار معمولی محدوده فشار ۰٫۰۱–۱۰۰۰ بار و دما تا ۸۰۰ درجه سانتیگراد را پوشش می‌دهد. آنتالپی را نشان می‌دهد {\displaystyle H} از نظر انرژی داخلی {\displaystyle U} ، فشار {\displaystyle p} و حجم {\displaystyle V} با استفاده از رابطه {\displaystyle H=U+pV\,\!} (یا از نظر آنتالپی خاص، آنتروپی خاص و حجم خاص ، {\displaystyle h=u+pv\!}).

## تاریخچه
این نمودار در سال ۱۹۰۴ ایجاد شد، زمانی که ریچارد مولیر گرمای کل H را در برابر آنتروپی S رسم کرد.
در کنفرانس مربوط به ترمودینامیک در سال ۱۹۲۳ که در لس آنجلس برگزار شد، تصمیم گرفته شد که به افتخار او، هر نمودار ترمودینامیکی را که از آنتالپی به عنوان یکی از محورهای خود استفاده می‌شود، به عنوان «نمودار مولیر» نامگذاری کنند.

## جزئیات

نمودار مولیر، واحدهای ایالات متحده

در این نمودارها، خطوط فشار ثابت، دمای ثابت و حجم رسم شده‌است، و در یک منطقه دو فاز، خطوط فشار ثابت و دما برهم منطبق هستند. به همین دلیل مختصات روی نمودار نشان دهنده آنتروپی و گرما هستند.
کار انجام شده در یک فرایند روی چرخه‌های بخار با طول h نشان داده می‌شود، بنابراین می‌توان آن را به‌طور مستقیم اندازه‌گیری کرد، در حالی که در نمودار T-s را باید با استفاده از رابطه ترمودینامیکی بین خواص ترمودینامیکی محاسبه نمود.
در یک فرایند ایزوباریک، ا فشار ثابت، برهمکنش حرارتی تغییر در آنتالپی است.
فرایند ایزنتالپی ، آنتالپی ثابت است. که یک خط افقی در نمودار این فرایند isenthalpic را نشان می‌دهد.
یک خط عمودی در نمودار h-s یک فرایند همسانتروپیک را نشان می‌دهد. به زمانی گفته می‌شود که توربین بخار در حالت ایده‌آل است، فرایند ۳–۴ در یک چرخه رانکین ایزنتروپیک را نشان می‌دهد؛ بنابراین فرایند انبساط در یک توربین را می‌توان به راحتی با استفاده از نمودار h-s محاسبه نمود، و فرایند ایده‌آل در نظر گرفته شود (که معمولاً هنگام محاسبه آنتالپی، آنتروپی و غیره صدق کند). بعداً انحرافات از مقادیر ایده‌آل را می‌توان با در نظر گرفتن بازده ایزنتروپیک توربین بخار مورد استفاده محاسبه کرد.
خطوط کسر خشکی ثابت (x) که گاهی کیفیت می‌نامیم، در ناحیه مرطوب و خطوط دمای ثابت در ناحیه فوق گرم ترسیم می‌شوند. X کسری (بر حسب جرم) ماده گازی را در ناحیه مرطوب نشان می‌دهد، بقیه قطرات، مایع کلوئیدی هستند. در بالای خط سنگین، دما بالاتر از نقطه جوش است و ماده خشک (بسیار گرم شده) فقط گاز است.
به‌طور کلی چنین نمودارهایی مقادیر حجم‌های خاص را نشان نمی‌دهند، و همچنین آنتالپی آب اشباع شده را در فشارهایی که مشابه فشارهایی است نشان نمی‌دهند (که در کندانسورها در یک نیروگاه حرارتی تجربه می‌شود) از این رو نمودار فقط برای تغییرات آنتالپی در فرایند انبساط چرخه بخار مفید است.

## کاربردها و استفاده

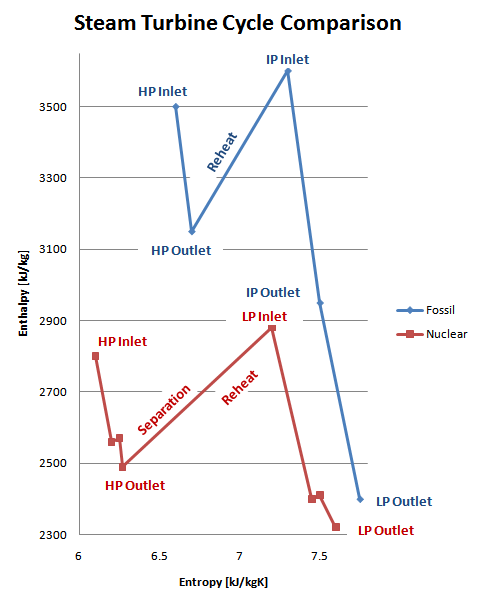
مقایسه نمودار آنتالپی-آنتروپی توربین فسیلی و توربین هسته ای

از آن می‌توان در کاربردهای عملی مانند مالت سازی برای نمایش سیستم دانه-هوا-رطوبت استفاده کرد.
داده‌های زیربنایی برای نمودار مولیر با نمودار روان‌سنجی یکسان است. در بررسی اول، ممکن است شباهت کمی بین نمودارها وجود داشته باشد، اما اگر نمودار نود درجه چرخانده شود و در آینه به آن نگاه کرد، شباهت آشکار است. مختصات نمودار مولیر آنتالپی h و نسبت رطوبت x است. مختصات آنتالپی منحرف است و خطوط آنتالپی ثابت موازی و با فواصل مساوی هستند.